# Hyundai Galloper

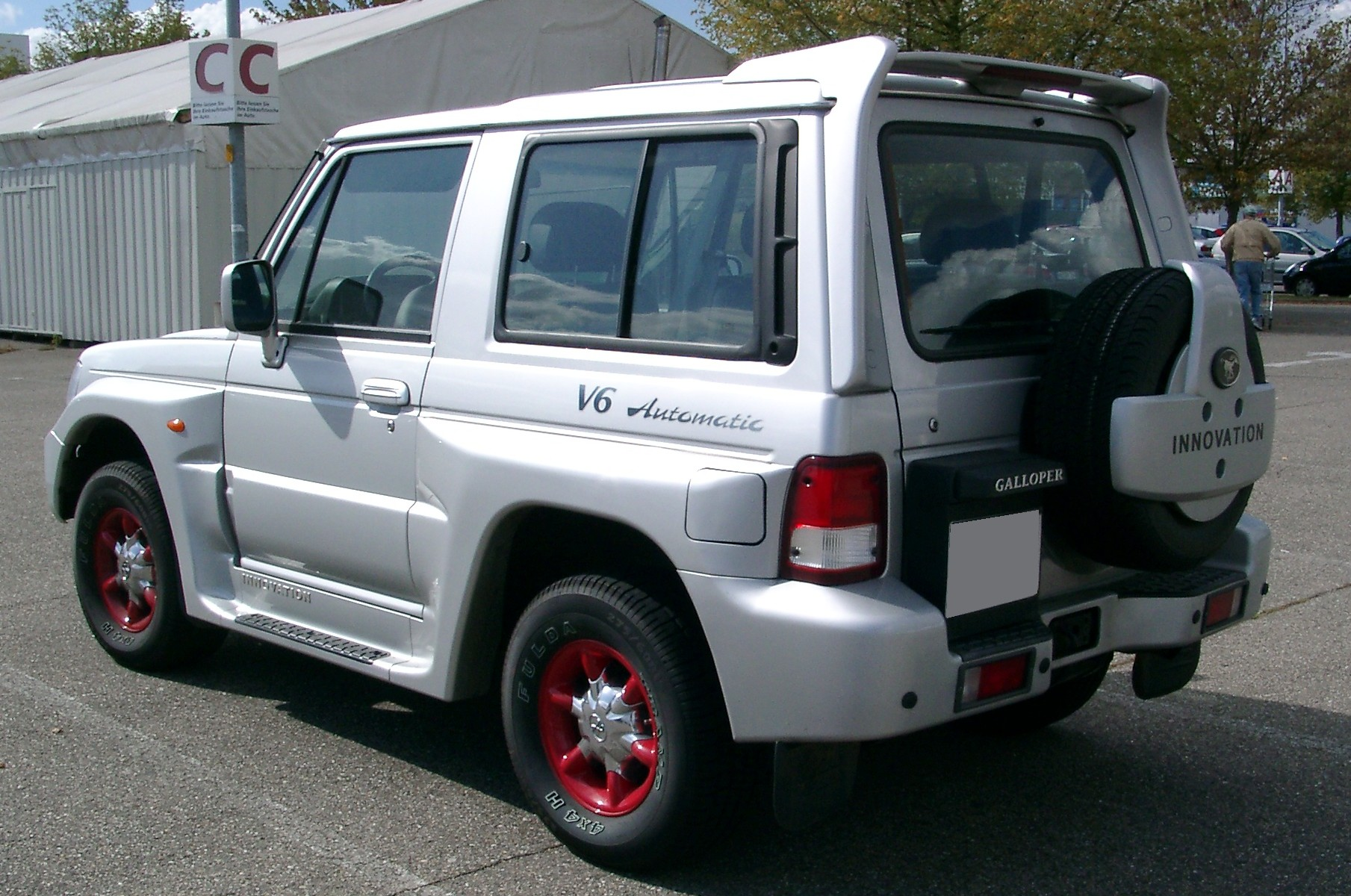
Galloper II Innovation

Der Hyundai Galloper, der in den Modellvarianten Exceed, Innovation und Van/Wagon von Hyundai Precision & Industry Company in den Jahren 1991 bis 2003 hergestellt wurde, war eine Lizenzproduktion des Mitsubishi Pajero in der letzten Entwicklungsstufe L040.  In den Ländern, in denen das Modell nicht über den jeweiligen Hyundai-Generalimporteur vertrieben worden war, hatte man Galloper als eine eigenständige Marke geführt. Die Fahrzeuge waren dort deshalb über einzelne Händler vertrieben worden. In Deutschland und Spanien wurde das Modell unter anderem auch als Mitsubishi Galloper vermarktet. In Island sind die Modelle mit Automatikgetriebe als Galloper TCI verkauft worden.

## Modellgeschichte
Der Galloper wurde 1991 von HDPIC vorgestellt und in Korea nach Mitsubishi-Lizenz des ersten Mitsubishi Pajero gefertigt.
In Deutschland wurde der Galloper 1998 eingeführt. Der Verkauf erfolgte in Deutschland über die Mitsubishi-Händler, die auch Service- und Wartungsarbeiten durchführten. In Österreich wurde der Galloper über das Hyundai-Händlernetz vertrieben (einschließlich Reparatur/Wartung, Garantiearbeiten, Ersatzteilversorgung).
2001 wurde die Produktion eingestellt.

## Technik
Hinterradantrieb, im Stand zuschaltbarer Frontantrieb (automatische Freilaufnaben)
Aufbau: Leiterrahmen mit aufgeschraubter Stahlblech-Karosserie
Dass der Galloper nur ein in Details veränderter Pajero I war, zeigte sich vor allem an der teilweise damals schon nicht mehr zeitgemäßen Technik. Das Allradsystem entsprach weitgehend dem, was auch 2013 bei tatsächlich geländegängigen Fahrzeugen üblich ist, war aber weniger komfortabel in der Handhabung als das von eingeschränkt geländegängigen SUV. Die Lebensdauer des Schaltgetriebes war schwer kalkulierbar: Bei manchen Fahrzeugen hielt es über 250.000 km, bei anderen nicht einmal 40.000 km. Probleme bereitete sehr oft auch der Turbodieselmotor, dessen Vorglühanlage in Kombination mit der Wegfahrsperre zu so manchem Startversagen führte. Auch die rostanfällige Karosserie war schon beim Original ein Problem, beim Galloper ebenso.

### Baureihen
Der Hyundai Galloper wurde in zwei unterschiedlichen Baureihen hergestellt.
Es gab eine Baureihe, die mit blattgefederter Hinterachse versehen war. Diese Bauart wurde vor allem in den Anfängen der Modellproduktion bei den Modellen verwendet, die mit einem Vierzylinder-Motor ausgestattet waren. Die zweite Baureihe wurde mit einer sehr robusten Schraubenfederung ausgerüstet und kam vor allem in den Modellen mit Sechszylinder-Motoren und in den Diesel-Motoren mit Turboaufladung und Ladeluftkühler zum Einsatz.

### Karosserie
Der Hyundai Galloper wurde sowohl als Dreitürer, als auch als Fünftürer produziert. Der Dreitürer ist 4,09 Meter lang, 1,78 Meter breit und 1,87 Meter hoch, der Fünftürer kommt auf 4,69 × 1,78 × 1,90 Meter.

### Motorvarianten
Das Fahrzeug wurde in zwei Motorvarianten angeboten:

#### 4-Zylinder Dieselmotor
Bei dieser Motorvariante handelte es sich um einen Wirbelkammermotor mit Turboaufladung und Ladeluftkühlung. Er verfügte über 2500 cm³ und 73 kW (99 PS).
Den gleichen Motor gab es auch ohne Ladeluftkühlung mit 65 kW (88 PS).

#### 6-Zylinder Benzinmotor
Der 6-Zylinder-3,0-l-Benzinmotor gilt als relativ robust. Er wurde mit Normalbenzin betrieben, verfügte über 104 kW (141 PS) und Hydrostößel.

## Ausstattung
Der Galloper verfügte über Servolenkung und einen Fahrer-Airbag, ein Beifahrer-Airbag war nicht verfügbar. ABS war nur in der Exceed-Ausstattung mit Breiträdern erhältlich, ein Automatikgetriebe nur beim 3.0 V6. Beim Fünftürer mit langem Radstand gehörten zwei ausklappbare Einzelsitze hinter der Rücksitzbank zur Serienausstattung (Siebensitzer). Es gab auch eine Version mit zwei Sitzbänken längs zur Fahrtrichtung im Laderaum und Hochdach, diese hatte insgesamt 10 Sitzplätze. Eigentlich wäre für das Fahrzeug in Deutschland ein Personenbeförderungsschein notwendig gewesen, die Beschreibung im Fahrzeugbrief entsprach jedoch dem 9-Sitzer. Zu Verkaufsbeginn 1998 in Deutschland kostete der Galloper in der günstigsten Version 33.600 DM (17.179 Euro).